# Teodoro Kalaw
Teodoro Kalaw (ur. 4 sierpnia 1947) – filipiński strzelec, olimpijczyk. 
Brał udział w Letnich Igrzyskach Olimpijskich 1972 (Monachium). Startował w jednej konkurencji, w której zajął 50. miejsce.

## Wyniki olimpijskie
| Igrzyska | Konkurencja            | Wynik                          | Miejsce |
| -------- | ---------------------- | ------------------------------ | ------- |
| IO 1972  | Pistolet dowolny, 50 m | 524 punkty (82-83-92-90-88-89) | 50.     |